# La Máquina Football Club
La Máquina FC é um clube americano de futebol, sediado na área de Santa Ana, Califórnia, no centro de Orange County, competindo na United Premier Soccer League . O clube leva o nome e a identidade de Cruz Azul da Liga MX e foi formado como uma filial do FC Golden State, para competir no UPSL.

## Registro da US Open Cup

### 2016
La Máquina entrou na US Open Cup 2016, no primeiro turno contra o Portland Timbers U-23 da Premier Development League, e avançou para o segundo turno derrotando o Timbers com uma pontuação de 2-0. La Máquina se classificou para a Primeira Rodada da U.S. Open Cup de 2016 ao derrotar a Lamar Hunt U.S. Open Cup de 2015, Chula Vista FC por 4-0.
La Máquina venceu o Sacramento Gold da National Premier Soccer League por 2-0 na segunda rodada da Open Cup em 18 de maio de 2016 na Westminster High School em Westminster, Califórnia e avançou para enfrentar o LA Wolves FC da UPSL em um confronto histórico ao colocar dois novos clubes e ligas na terceira rodada. Esta foi a primeira Copa Aberta para ambas as equipes.
Em 1 de junho de 2016, La Máquina derrotou o LA Wolves na terceira rodada da US Open Cup e avançou para a rodada seguinte para enfrentar o LA Galaxy no StubHub Center em 14 de junho de 2016.
Em 14 de junho de 2016, La Máquina enfrentou o LA Galaxy no StubHub Center em Carson, CA e perdeu no prolongamento por 4-1, após um gol polêmico ter sido permitido pelo árbitro a favor do Galaxy. Os comentaristas da partida disseram que o placar final não refletia o desempenho da partida, já que o La Máquina manteve o Galaxy empatado em 1 a 1 por 90 minutos. Embora houvesse telefonemas questionáveis na partida, o La Máquina teve uma vantagem masculina por cerca de 70 minutos de tempo regulamentar, depois que o meio-campista do Galaxy Rafael García foi expulso do jogo ao receber um cartão vermelho direto em falta ao meio-campista do La Máquina Ramiro Zurdo Díaz. A La Máquina foi incapaz de fechar o jogo no tempo regulamentar.

### 2017
O La Máquina se classificou para a segunda U.S. Open Cup consecutiva, em duas rodadas de qualificação, ao derrotar o Orange County FC e o Santa Ana Winds FC no final de 2016. No entanto, o clube não correspondeu à corrida profunda que fez no ano anterior, depois de ser eliminado na primeira rodada por Fresno Fuego, da Premier Development League .

### 2018
O La Máquina se classificou para sua terceira US Open Cup consecutiva em 19 de novembro de 2017 ao derrotar o Chula Vista FC da SoCal Premier League com uma pontuação de 4-1. La Máquina derrotou o companheiro UPSL club Bell Gardens FC no primeiro turno e Las Vegas Mobsters no segundo turno por desistência. 